# Contea di Wadena
La contea di Wadena in inglese Wadena County è una contea dello Stato del Minnesota, negli Stati Uniti. La popolazione al censimento del 2000 era di 13 713 abitanti. Il capoluogo di contea è Wadena